# Pakość (gromada)
Pakość – dawna gromada, czyli najmniejsza jednostka podziału terytorialnego Polskiej Rzeczypospolitej Ludowej w latach 1954–1972.
Gromady, z gromadzkimi radami narodowymi (GRN) jako organami władzy najniższego stopnia na wsi, funkcjonowały od reformy reorganizującej administrację wiejską przeprowadzonej jesienią 1954 do momentu ich zniesienia z dniem 1 stycznia 1973, tym samym wypierając organizację gminną w latach 1954–1972.
Gromadę Pakość z siedzibą GRN w mieście Pakości (nie wchodzącym w jej skład) utworzono – jako jedną z 8759 gromad na obszarze Polski – w powiecie mogileńskim w woj. bydgoskim, na mocy uchwały nr 24/9 WRN w Bydgoszczy z dnia 5 października 1954. W skład jednostki weszły obszary dotychczasowych gromad Ludwiniec, Mielno, Radłowo i Wielowieś ze zniesionej gminy Pakość w tymże powiecie.
1 stycznia 1955 gromadę włączono do powiatu inowrocławskiego w tymże województwie, gdzie ustalono dla niej 24 członków gromadzkiej rady narodowej.
31 grudnia 1959 do gromady Pakość włączono wieś Wojdal ze znoszonej gromady Jordanowo w tymże powiecie.
31 grudnia 1961 do gromady Pakość włączono wieś Łącko ze zniesionej gromady Tuczno oraz wsie Rycerzewo, Rycerzewko, Sójkowo, Cieślin i Mimowola ze zniesionej gromady Kościelec w tymże powiecie.
1 stycznia 1969 do gromady Pakość włączono grunty rolne o powierzchni ogólnej 384,00 ha z miasta Pakość w tymże powiecie; z gromady Pakość wyłączono natomiast grunty o powierzchni 2,01 ha, włączając je do Pakości oraz grunty o powierzchni ogólnej 4,89 ha, włączając je do miasta (na prawach powiatu) Inowrocławia w tymże województwie.
1 stycznia 1972 gromadę Pakość połączono z gromadą Janikowo, tworząc z ich obszarów gromadę Pakość z siedzibą Gromadzkiej Rady Narodowej w Pakości w tymże powiecie (de facto gromadę Janikowo zniesiono, włączając jej obszar do gromady Pakość).
Gromada przetrwała do końca 1972 roku, czyli do kolejnej reformy gminnej. 1 stycznia 1973 – tym razem w powiecie inowrocławskim – reaktywowano gminę Pakość.